# Charles Chaumet
Pour les articles homonymes, voir Chaumet.
Charles Chaumet, né le 21 février 1866 à Prignac-et-Cazelle (Gironde) et mort le 27 janvier 1932 à Paris (Seine), est un homme d'État et militant républicain, l'un des fondateurs de Alliance démocratique.

## Biographie
Jean Charles Joseph Chaumet nait le 21 février 1866 à Prignac-et-Cazelle, de Denis Victor Chaumet et de Marguerite Thibaut.
« Charles Chaumet était de la lignée et comme l'héritier spirituel de ces Girondins, fougueux amants de la liberté, qui fondèrent la République. Nourri de leur tradition, fils du même terroir, il en possédait au plus haut point les hautes qualités d'éloquence, de patriotisme, de générosité et de désintéressement. Sous son enveloppe de modestie charmante, doublée d'une exquise sensibilité de cœur, c'est un politique de grande race que le pays vient de perdre. » Ce sont les mots par lesquels Albert Lebrun, président du Sénat, salue la mort de Charles Chaumet, le 27 janvier 1932.
Charles Chaumet débute dans la presse. De bonne heure, il se fait remarquer par le loyalisme et la fermeté de ses convictions républicaines, mais aussi par le constant souci qu'il apporte à étudier les grands problèmes économiques et sociaux et par la curiosité intelligente qu'il met à aborder les questions de mutualité encore balbutiantes et celles du commerce ou de l'industrie pouvant intéresser sa région. Son action s'étend rapidement soit par les journaux dans lesquels il écrit, soit par les nombreuses conférences grâce auxquelles il se fait rapidement connaître au cours de cette période de son active jeunesse, dans tout le pays bordelais, pays de Montaigne et de Montesquieu.
Devenu député de Gironde en 1902, il joue à la chambre le rôle politique de premier plan, mais toujours dominé par les préoccupations qui ont été celles de ses débuts. 
Il est l'un des artisans de la législation qui met fin à la fabrication de l'absinthe.
Lorsqu'en raison de la notoriété qu'il s'est acquise auprès de ses collègues et du prestige dont il jouit parmi eux, il est appelé à siéger dans les conseils du Gouvernement, il ne veut accepter qu'un département ministériel où se traitent plus précisément les questions avec lesquelles il s'est toujours familiarisé.
C'est ainsi qu'il devient, en 1911, sous-secrétaire d'État chargé des travaux publics, des Postes et télégraphes et qu'il reste pendant deux ans à la tête de ses grands services dans quatre cabinets successifs. 
C'est ainsi également qu'il devient, en 1917, ministre de la Marine, acceptant une mission particulièrement difficile et délicate à cette heure.
Sénateur en 1923, fondateur du groupe de l'Union démocratique et radicale (UDR), se rapprochant des Radicaux indépendants, il continue sa politique active et positive qu'il allie étroitement à un constant désir de rapprochement et d'union entre les partis modérés de centre-droit.
Il est tour à tour, à la haute assemblée, membre des commissions de la Marine, des Affaires étrangères, de l'Armée. Ses interventions à la tribune toujours écoutées et appréciées. Au nom du groupe de l'Union démocratique et radicale, dont il est le président, il fait en août 1924, une longue et remarquable déclaration au sujet des accords de Londres.
Il redevient à nouveau ministre en 1925 et reçoit le portefeuille du Commerce, de l'industrie, et des postes et télégraphes.
Patriote, dans une profession de foi qu'il adresse à ses électeurs en 1914, il disait notamment : « j'ai toujours mis au premier rang de mes préoccupations la défense nationale. Notre premier devoir est d'assurer la sécurité du territoire, de garantir l'existence de la patrie, de conserver le patrimoine de gloire et de grandeur morale que nous ont légué nos aînés ». Il ajoute : « un pays faible est nécessairement un pays pauvre. »
Il prend ensuite la présidence du comité républicain du commerce, de l'industrie et de l'agriculture à laquelle le prédispose son passé.
Il exerce la présidence d'autres œuvres importantes, telles la Ligue maritime et coloniale, les Chargeurs réunis, l'association des grands ports français, l'union des chambres de commerce maritimes, le comité interparlementaire du commerce.
« Inclinons-nous bien bas devant la mémoire de cet homme, qui sut à sa finesse gasconne allier de hautes qualités de cœur et d'esprit. Il nous quitte après une vie toute faite de convictions et de saine raison. Méditons l'exemple qu'il nous laisse de modération et de sagesse » conclut à sa mort Albert Lebrun.

## Publications
- Socialistes et anarchistes, 1894.
- La Politique nouvelle, 1930.

## Pour approfondir